# Twierdzenie Pitagorasa

Suma pól kwadratów czerwonego i niebieskiego jest równa polu kwadratu fioletowego

Twierdzenie Pitagorasa – twierdzenie geometrii euklidesowej o trójkątach prostokątnych. Mówi ono, że w każdym z nich suma kwadratów długości przyprostokątnych jest równa kwadratowi długości przeciwprostokątnej. Zgodnie z oznaczeniami na rysunku obok zachodzi równość:
{\displaystyle a^{2}+b^{2}=c^{2}.}
Innymi słowy boki trójkąta prostokątnego spełniają równanie Pitagorasa. Geometrycznie oznacza to, że jeżeli na bokach trójkąta prostokątnego zbudujemy kwadraty, to suma pól kwadratów zbudowanych na przyprostokątnych tego trójkąta będzie równa polu kwadratu zbudowanego na przeciwprostokątnej.
Twierdzenie to jest równoważne piątemu pewnikowi Euklidesa o prostych równoległych.

## Historia
W zachodnioeuropejskim kręgu kulturowym przypisuje się je żyjącemu w VI wieku p.n.e. greckiemu matematykowi i filozofowi Pitagorasowi, jednak odkrycia dokonali Babilończycy, którzy znali dodatkowo dwie prostsze metody, przy których błąd jest niewielki. Zapewne znali je przed Pitagorasem starożytni Egipcjanie. Wiadomo też, że jeszcze przed nim znano je w starożytnych Chinach i Indiach oraz w Babilonii.

## Dowody

Animacja dowodu twierdzenia Pitagorasa

Liczba różnych dowodów twierdzenia Pitagorasa jest bardzo duża – Euklides w Elementach podaje ich osiem, kolejne pojawiały się na przestrzeni wieków i pojawiają aż po dni dzisiejsze. Opublikowano przynajmniej 118 geometrycznych dowodów twierdzenia Pitagorasa, a Friedrichs udowodnił, że jest ich nieskończenie wiele.
Niektóre z dowodów są czysto algebraiczne (jak dowód z podobieństwa trójkątów), inne mają formę układanek geometrycznych (prawdopodobny dowód Pitagorasa), jeszcze inne wykorzystują równości pól pewnych figur. Zaprezentujemy tu jedynie kilka wybranych dowodów, do innych podajemy odsyłacze na końcu artykułu.

### Układanka

Dowód – układanka

Dany jest trójkąt prostokątny o bokach długości {\displaystyle a,b} i {\displaystyle c} jak na rysunku z lewej. Konstruujemy kwadrat o boku długości {\displaystyle a+b} w sposób ukazany na rysunku z lewej, a następnie z prawej. Z jednej strony pole kwadratu równe jest sumie pól czterech trójkątów prostokątnych i kwadratu zbudowanego na ich przeciwprostokątnych, z drugiej zaś równe jest ono sumie pól tych samych czterech trójkątów i dwóch mniejszych kwadratów zbudowanych na ich przyprostokątnych. Stąd wniosek, że pole kwadratu zbudowanego na przeciwprostokątnej jest równe sumie pól kwadratów zbudowanych na przyprostokątnych.
Szczepan Jeleński w książce Śladami Pitagorasa przypuszcza, że w ten sposób mógł udowodnić swoje twierdzenie sam Pitagoras.
Powyższy dowód, choć prosty, nie jest elementarny w tym sensie, że jego poprawność wymaga uprzedniego uzasadnienia, że pole kwadratu złożonego z trójkątów i mniejszych kwadratów jest równe sumie pól tych figur. Może się to wydawać oczywiste, jednak dowód tego faktu wymaga uprzedniego zdefiniowania pola, na przykład poprzez konstrukcję miary Jordana.
Uwaga ta dotyczy wszystkich dowodów opartych na podobnych ideach.

### Przez podobieństwo

„Trójkąty podobne”

Jest to jeden z dowodów podanych przez Euklidesa, wykorzystuje on podobieństwo trójkątów. Zauważmy, że na rysunku obok trójkąty: „duży” – {\displaystyle \triangle ABC,} „różowy” – {\displaystyle \triangle ADC} i „niebieski” – {\displaystyle \triangle DBC} są podobne. Niech {\displaystyle |AB|=c,\ |BC|=a} i {\displaystyle |AC|=b.} Można napisać proporcje:
{\displaystyle {\frac {|DB|}{a}}={\frac {a}{c}},}
{\displaystyle {\frac {|AD|}{b}}={\frac {b}{c}}.}
Stąd:
{\displaystyle a^{2}=c\cdot |DB|,}
{\displaystyle b^{2}=c\cdot |AD|}
i po dodaniu stronami:
{\displaystyle a^{2}+b^{2}=c\cdot |DB|+c\cdot |AD|=c(|DB|+|AD|)=c^{2}.}

### Z przystawania

Jeden z dowodów Euklidesa

Następujący dowód znajduje się w Elementach Euklidesa i oparty jest na spostrzeżeniu, że pola dwóch mniejszych kwadratów zbudowanych na przyprostokątnych trójkąta prostokątnego {\displaystyle \triangle ABC} są równe polom odpowiednich prostokątów, na jakie wysokość {\displaystyle CD} dzieli kwadrat zbudowany na przeciwprostokątnej.
Dla dowodu zauważmy, że pole kwadratu {\displaystyle \Box ACJK} jest równe podwojonemu polu trójkąta {\displaystyle \triangle KAB} – podstawą trójkąta {\displaystyle \triangle KAB} jest bok {\displaystyle KA} kwadratu, a wysokość trójkąta jest równa bokowi {\displaystyle CA} tego kwadratu. Podobnie, pole prostokąta {\displaystyle AEGD} jest równe podwojonemu polu trójkąta {\displaystyle \triangle CAE} – podstawą trójkąta {\displaystyle \triangle CAE} jest bok {\displaystyle AE} prostokąta, a wysokość trójkąta jest równa bokowi {\displaystyle EG} prostokąta. Jednak trójkąty {\displaystyle \triangle KAB} i {\displaystyle \triangle CAE} są przystające, co wynika z cechy „bok-kąt-bok” – {\displaystyle |KA|=|CA|,|AB|=|AE|} i kąt {\displaystyle \sphericalangle KAB} jest równy kątowi {\displaystyle \sphericalangle CAE} – a zatem mają równe pola, skąd wynika, że pole kwadratu {\displaystyle \Box ACJK} jest równe polu prostokąta {\displaystyle AEGD.}
Analogicznie, rozważając trójkąty {\displaystyle \triangle CBF} i {\displaystyle \triangle HBA} można udowodnić, że pole kwadratu {\displaystyle \Box CBHI} jest równe polu prostokąta {\displaystyle BFGD.} Stąd, suma pól obu kwadratów równa jest polu kwadratu {\displaystyle \Box AEFB.}

### Dowód Garfielda

„Ilustracja dowodu Garfielda”

Autorem innego dowodu twierdzenia Pitagorasa jest James Garfield, dwudziesty prezydent Stanów Zjednoczonych. Dowód ten jest równoważny dowodowi podanemu wyżej w sekcji Dowód – układanka. Pochodzi z roku 1876 i przebiega następująco: na przyprostokątnej {\displaystyle |BC|=a} danego trójkąta prostokątnego {\displaystyle \triangle ABC} odkładamy {\displaystyle |CD|=|AB|=b,} a następnie na prostej {\displaystyle ED} równoległej do {\displaystyle AB} odkładamy {\displaystyle |ED|=|BC|=a.} Trójkąt {\displaystyle \triangle ACE} jest prostokątny {\displaystyle (\sphericalangle ACE=180^{\circ }-\sphericalangle ACB-\sphericalangle ECD=180^{\circ }-\sphericalangle ACB-\sphericalangle CAB=\sphericalangle ABC=90^{\circ })} i równoramienny, a jego pole wynosi {\displaystyle {\frac {|AC|^{2}}{2}}={\frac {c^{2}}{2}};} pola trójkątów {\displaystyle \triangle ABC} i {\displaystyle \triangle CDE} są równe (trójkąty te są przystające) i wynoszą w sumie {\displaystyle 2\cdot {\frac {ab}{2}}.} Trzy wspomniane trójkąty tworzą trapez {\displaystyle ABDE} o polu {\displaystyle {\tfrac {(b+a)(a+b)}{2}}.} Stąd równości:
{\displaystyle {\frac {(b+a)(a+b)}{2}}={\frac {c^{2}}{2}}+2\cdot {\frac {ab}{2}},}
{\displaystyle (b+a)(a+b)=c^{2}+2\cdot ab,}
{\displaystyle a^{2}+2ab+b^{2}=c^{2}+2\cdot ab,}
{\displaystyle \mathbf {a} ^{2}+\mathbf {b} ^{2}=\mathbf {c} ^{2}.}

### Dowód Jasona Zimby[6]
Wybierzmy dowolne dwa kąty takie że 0 < y < x < 90°, wówczas korzystając z wzorów na cos i sin różnicy kątów mamy
{\displaystyle \cos y=\cos(x-(x-y))=\cos x\cos(x-y)+\sin x\sin(x-y)}
{\displaystyle =\cos x(\cos x\cos y+\sin x\sin y)+\sin x(\sin x\cos y-\cos x\sin y)}
{\displaystyle =(\cos ^{2}x+sin^{2}x)\cos y.}
Dzieląc obustronnie przez {\displaystyle \cos y,} otrzymujemy dowód jedynki trygonometrycznej, która jest jedną z postaci twierdzenia Pitagorasa.

## Twierdzenie odwrotne

Kąt prosty w trójkącie egipskim

Prawdziwe jest następujące twierdzenie odwrotne do twierdzenia Pitagorasa:
Jeśli dane są trzy dodatnie liczby {\displaystyle a,b} i {\displaystyle c} takie, że {\displaystyle a^{2}+b^{2}=c^{2},} to istnieje trójkąt o bokach długości {\displaystyle a,b} i {\displaystyle c,} a kąt między bokami o długości {\displaystyle a} i {\displaystyle b} jest prosty.
Najprawdopodobniej twierdzenie to wykorzystywane było w wielu starożytnych kulturach Azji (Chinach, Indiach, Babilonii) i Egipcie do praktycznego wyznaczania kąta prostego. Wystarczy bowiem zbudować trójkąt o bokach długości 3, 4 i 5 jednostek, aby uzyskać kąt prosty między bokami o długościach 3 i 4.

### Dowód
Twierdzenie to można udowodnić na przykład metodą sprowadzenia do sprzeczności lub przy pomocy twierdzenia cosinusów.
My to udowodnimy następująco:
Weźmy dowolny trójkąt {\displaystyle \triangle ABC} o bokach odpowiednio:
{\displaystyle |BC|=a,|AC|=b,|AB|=c,}
spełniający warunek:
{\displaystyle a^{2}+b^{2}=c^{2}.}
Naszym zamiarem jest pokazanie, że jest to trójkąt prostokątny. W tym celu weźmy inny trójkąt {\displaystyle \triangle KLM} taki że:
{\displaystyle |KL|=a,|KM|=b}
oraz
{\displaystyle \sphericalangle LKM=90^{\circ }.}
Trójkąt {\displaystyle \triangle KLM} jest prostokątny, zatem dla niego możemy skorzystać z twierdzenia Pitagorasa i obliczyć bok {\displaystyle LM{:}}
{\displaystyle |LM|^{2}=a^{2}+b^{2}.}
Z trójkąta {\displaystyle ABC} mamy:
{\displaystyle |LM|^{2}=a^{2}+b^{2}=c^{2},}
zatem:
{\displaystyle |LM|=c.}
Okazało się, że:
{\displaystyle |BC|=a=|KL|,\quad |AC|=b=|KM|,\quad |AB|=c=|LM|.}
Z cechy przystawania trójkątów BBB wnioskujemy, że trójkąty
{\displaystyle \triangle ABC} i {\displaystyle \triangle KLM} są przystające. Z faktu, iż trójkąt {\displaystyle \triangle KLM} jest prostokątny, wynika, że trójkąt {\displaystyle \triangle ABC} jest prostokątny.

## Uogólnienia
Pewne uogólnienia twierdzenia Pitagorasa zostały podane już przez Euklidesa w jego Elementach: jeśli zbuduje się figury podobne na bokach trójkąta prostokątnego, to suma pól powierzchni dwóch mniejszych będzie równa polu powierzchni największej figury.

### Uogólnienie na dowolną przestrzeń euklidesową
Niech {\displaystyle V} będzie przestrzenią euklidesową oraz {\displaystyle x,y\in V.} Jeśli {\displaystyle x\perp y,} to {\displaystyle \|x\|^{2}+\|y\|^{2}=\|x+y\|^{2}.}
Jeszcze inne uogólnienie twierdzenia Pitagorasa w przestrzeniach euklidesowych to tożsamość Parsevala.

### Uogólnienie na czworościany
Twierdzenie Pitagorasa można uogólnić na czworościan. Jeśli w czworościanie o wierzchołkach a, b, c, d przez {\displaystyle A,B,C,D} oznaczymy pola ścian leżących naprzeciw wierzchołków odpowiednio a, b, c, d, oraz ściany zbiegające się w wierzchołku a są parami prostopadłe, to zachodzi szczególny przypadek twierdzenia cosinusów dla czworościanów:
{\displaystyle A^{2}=B^{2}+C^{2}+D^{2}.}

### Uogólnienie na prostopadłościany
Jako uogólnienie twierdzenia Pitagorasa można uważać wzór na przekątną prostopadłościanu.
Jeśli w prostopadłościanie krawędzie mają długości {\displaystyle a,b,c,} to kwadrat przekątnej prostopadłościanu jest równy:
{\displaystyle d^{2}=a^{2}+b^{2}+c^{2}.}

### Twierdzenie cosinusów
Uogólnienie twierdzenia Pitagorasa na dowolne, niekoniecznie prostokątne, trójkąty nosi nazwę twierdzenia cosinusów:
Jeśli w trójkącie o bokach długości {\displaystyle a,b} i {\displaystyle c} oznaczyć przez {\displaystyle \gamma } miarę kąta leżącego naprzeciw boku {\displaystyle c,} to prawdziwa jest równość:
{\displaystyle a^{2}+b^{2}-2ab\cos \gamma =c^{2}.}

## Twierdzenie Pitagorasa a geometrie nieeuklidesowe
Twierdzenie nie jest prawdziwe dla trójkątów prostokątnych geometrii nieeuklidesowej.
Na powierzchni kuli twierdzenie to nie jest spełnione, gdyż obowiązuje tam geometria sferyczna będąca szczególnym przypadkiem nieeuklidesowej geometrii Riemanna.